# 把酒人生
〈把酒人生〉是英國歌手愛黛兒的歌曲，收錄在她的第四張錄音室專輯《30》，於2022年11月4日送至義大利電台作第三支單曲釋出。〈把酒人生〉由愛黛兒與其製作人格萊格·科爾斯汀共同創作，是首受到福音影響的抒情歌，所以聽起來很像聖樂，並在當中加入鋼琴和電風琴。歌曲圍繞放開自我，講述愛黛兒與西蒙·科內基離婚後，艱難領會自身婚姻和生活狀況的過程。
〈把酒人生〉普遍獲得好評，部分認為是愛黛兒最好的歌曲和其職業生涯的亮點。歌曲在英國、愛爾蘭、紐西蘭、澳洲、加拿大和瑞典取得前十，並進入多個其他國家的排行榜。喬·塔爾博特執導〈把酒人生〉的音樂錄影帶，愛黛兒在影片中漂在河上探索森林，手裏拿著杯葡萄酒。愛黛兒在自己的電視特輯和第44屆全英音樂獎演唱此曲，也獲得不錯的評價。

## 背景與發行
愛黛兒於2018年開始創作第四張錄音室專輯。她於2019年9月向丈夫西蒙·科內基（Simon Konecki）提出離婚申請，這也是專輯的靈感來源。愛黛兒患上焦慮症後接受治療，離婚後的幾年也一直困擾著她，尤其是兒子受到的影響。愛黛兒決定與兒子定期交談，並根據治療師的建議將對話錄製下來，這激勵她重回錄音室，而專輯的成型可以讓愛黛兒透過作品向兒子解釋為何她要離開他父親。愛黛兒於2021年10月14日釋出專輯《30》的首發單曲〈寬容待我〉。
愛黛兒與格萊格·科爾斯汀共同創作〈把酒人生〉，後者除了是歌曲的製作人，也製作前者的第三張錄音室專輯（2015年）的歌曲〈你好〉、〈很久以前〉和〈桥下流水〉。愛黛兒認為〈把酒人生〉會想到艾爾頓·強和伯尼·陶平的作品，並在她太往心裏去的時候為自己和朋友寫了這首歌。歌曲的歌詞是愛黛兒嘗試解釋為何自己要成熟才能更好地處理與前夫的友誼。這首歌原本15分鐘，但唱片公司要求：「聽著，雖然每人都愛你，但沒人願意在電台播放15分鐘的歌曲。」因此縮短時長。愛黛兒的另一個朋友建議她錄製自己缺乏自信時的錄音，及她自責和緬懷戀情的對話，而在最後版也加入了這些錄音。
愛黛兒於2021年11月1日宣佈專輯的曲目列表，而〈把酒人生〉是第七首。這首歌公開後在互联网引起關注，並開始在推特上流行，粉絲猜測這是愛黛兒早前接受英國版《Vogue》訪問時提到的那首曲子：「噢！我要出去在酒吧喝醉了，（還要）喝烈酒，這簡直是災難。如果我喝烈酒，本人就會開始吵架。我可以處理喝葡萄酒（後發生的狀況），我喝五瓶葡萄酒，都還能正常交談」。《綜藝》的克里斯·威爾曼（Chris Willman）表示「愛黛兒超級粉絲甚至不用看著（歌曲）名字去聽，就已經決定好他們最喜愛的曲目（是〈把酒人生〉）。這（首歌）肯定不會讓人失望」。
愛黛兒透露有三首歌在爭著作首發單曲發行，包括一首她形容為「非常像70年代（的歌），像（有）鋼琴、創作歌手（和）整支樂隊，同時只是非常的木匠兄妹樂團，非常的像艾爾頓而已」。《滾石》起初於2021年11月宣佈〈把酒人生〉是《30》的第二支單曲，但專輯於11月19日發行後歌曲只能數位下載，而〈我的天〉最後選作第二支單曲。2022年10月，《告示牌》報導稱〈把酒人生〉將作為專輯的第三支單曲進行宣傳。歌曲於2022年11月4日送去義大利電台播放。

## 詞曲
〈把酒人生〉時長6分16秒。科爾斯汀負責製作和編程歌曲，並演奏貝斯、美樂特朗、鋼琴、漢蒙德電風琴、打击乐器、奧開斯里特翁和羅德，大衛·坎貝爾則演奏弦樂器。蘭迪·美林製作母帶，馬特·斯卡切爾（Matt Scatchell）和湯姆·艾姆赫斯特負責混音，而史蒂夫·丘奇德、亞歷克斯·帕斯科（Alex Pasco）和朱利安·伯格（Julian Burg）負責編程。
〈把酒人生〉是首受到福音影響的抒情歌，並有南方靈魂樂鋼琴和電風琴打底。《紐約時報》的喬恩·帕雷萊斯稱這首歌「像聖樂」，《Pitchfork》的吉莉安·梅普斯（Jillian Mapes）則稱其有著「（喝完）如臨教堂的真實感」。愛黛兒的歌聲有「柔和且伸展元音的抑揚頓挫，而隨意唱出節奏和押韻」。她在唱〈把酒人生〉的歌詞「I'm trying to keep climbing up」（大意：我正嘗試努力繼續攀登）時，用往上的琶音飆高。愛黛兒的聲音在副歌逐漸加強，並在低音中加入一絲沙啞的實唱達到最高潮。《獨立報》的安娜貝爾·紐金特（Annabel Nugent）稱歌曲具有「向上打旋的鋼琴聲和絲滑的歌聲」。〈把酒人生〉在接近高潮時加了段自我反省的錄音。樂評比較歌曲和艾強的作品，梅普斯稱其為「艾尔顿·约翰風格的酒吧歌頌會，伴隨著強烈的福音基調和結尾的內省錄音」。《衛報》的亞歷克西斯·彼得里迪斯覺得歌曲讓人想起卡洛爾·金，而《衝擊》的羅賓·默里（Robin Murray）認為作品很像汤姆·威茨在1970年代錄製的情歌。
〈把酒人生〉的歌詞是關於放開自我。愛黛兒在歌曲直接談到自己與科內基的分開。她在開始的正歌中回憶起童年，思考自己如何遠離自我。〈把酒人生〉的歌詞圍繞了截然不同的概念，除了有幽默的詞句，也有愛黛兒自問尖銳的問題。她承認哭過，並才艱難認識到自身的婚姻和生活狀況。愛黛兒在歌曲結尾的「Sometimes the road less travelled is a road best left behind」（大意：有時人跡稀少的路才是最好的路）祝願前夫平安幸福，但堅持與他分開是最好的選擇。威爾曼稱其「不同尋常地回顧婚姻」，《每日電訊報》的尼爾·麥柯米克則將歌曲比作「婚姻諮商取得突破性的紀錄」。

## 專業評價
〈把酒人生〉取得廣泛好評。《滾石》的羅伯·薛菲德稱這首歌是愛黛兒「職業生涯的亮點」：「多麼棒的歌曲，（更是）她做過最高要求的壯舉」。同一份雜誌的布列塔尼·斯帕諾斯（Brittany Spanos）表示就算她的歌唱事業已是傳奇，但這首歌依舊最佳：「華麗的強力情歌，（讓我們）見證到流行樂女神降臨人間」。這本雜誌將〈把酒人生〉列進愛黛兒有史以來第三好的歌曲和2021年的第十佳曲目，而澳大利亚版則排其在第九。帕雷萊斯表示愛黛兒將自己的情緒匹配歌曲裏的東西。《最佳配適線》的大衛·科巴爾德（David Cobbald）覺得這比她過去的作品更加成熟，而受到福音影響的音樂風格有啟發出樂觀的感覺。
《影音俱樂部》的加布里埃爾·桑切斯（Gabrielle Sanchez）認為愛黛兒成功拓展了自己的聲音，發出「狂野」的歌聲，並在最後的副歌逐漸緩和下來。威爾曼認為歌曲的鋼琴聲比〈寬容待我〉更歡快、「（更）甜美和（更）福音式」。麥柯米克表示鋼琴和電風琴的快樂伴奏讓陰沈的歌詞變得諷刺起來。《偏鋒》的埃里克·梅森（Eric Mason）覺得〈把酒人生〉過於冗長，不太適合流行電台。雖然《新音樂快遞》的艾·杭特（El Hunt）覺得歌曲的標題和福音的氛圍相當不錯，但他總結道「庸俗的打击乐讓其變成Savvy B音樂劇」。
《驚呼！》的凱爾·穆林（Kyle Mullin）覺得〈把酒人生〉的歌詞簡潔傳達出愛黛兒無比成功的與世隔絕。默里對歌詞給予正面評價，稱其是在凝視洛杉磯的冷漠生活，「就算是最簡單的行程，你也會陷入壅塞，無論是情感上還是其他方面」。梅普斯表示歌詞充斥著陳腔濫調，而當中的大部分是既揮霍又明智，她對未來翻拍時原聲帶的音樂風格是這樣沒有意見。《洛杉磯》的邁克爾·伍德（Mikael Wood）認為〈把酒人生〉無法像標題承諾的那樣流露出矯揉造作的「千禧一代告白」。《MusicOMH》的格雷姆·馬什（Graeme Marsh）覺得這首歌的歌詞投射出大眾號召力，但除此之外沒有更多，並將其視為「標準愛黛兒的灌製唱片」。

## 商業表現
〈把酒人生〉於2021年11月26日在英國單曲排行榜最高到達第4名。歌曲在美國Billboard Hot 100位列第18名，並在Canadian Hot 100的最高排名為第10。〈把酒人生〉在澳洲是第10名，在紐西蘭則是第7名，並在Billboard Global 200最高排到第10名。〈把酒人生〉在愛爾蘭（第5名）、瑞典（第10名）、挪威（第18名）、荷蘭（第30名）、丹麥（第34名）、法國（第81名）、義大利（第81名）、西班牙（第95名）等國際榜單榜上有名。

## 音樂錄影帶
喬·塔爾博特執導〈把酒人生〉的音樂錄影帶。愛黛兒於2021年12月出現在NikkieTutorials的推廣影片，並在當中稱音樂錄影帶「太他媽滑稽」，並補充「這是你見過最荒謬誇張的東西，我覺得明年的萬聖節可能每個人都會裝扮」。2022年10月25日，她分享了段8秒的預告片，影片內容是有人在橋上彈鋼琴，而她則在橋下的小船上沉浮，並宣佈全片將於隔天釋出。其在西好萊塢的活動「與愛黛兒的歡樂時光」舉行首映，同時愛黛兒也接待了粉絲。

愛黛兒在影片中坐著小船在河上浮沉，身旁圍繞著花式游泳員

影片映入眼簾的是舊式好萊塢的標題卡。愛黛兒身穿华伦天奴金色禮服，在漂浮時向一對情侶做鬼臉，倒酒進玻璃杯，接著扔掉空酒瓶。她接近一群漁民，當中肯德里克·桑普森嘗試讓她留下好印象，並圍著她轉。愛黛兒拒絕，隨同的花式游泳員把桑普森拉走。她在森林中穿梭，但影片快結束時，鏡頭拉開發現她只是漂浮在花朵旁的池子。《禿鷲》的賈斯汀·肖特（Justin Curto）稱愛黛兒「在影片中處於最佳狀態」，並「看起來魅力四射」。

## 現場演出
愛黛兒在自己的CBS特輯《阿黛爾：只此一夜》（2021年）首次演唱〈把酒人生〉，之後在ITV海峽電視的特輯《聆听阿黛尔》（2021年）重新演繹這首歌。2022年2月8日，愛黛兒在第42屆全英音樂獎演唱這首曲目，她穿著华伦天奴草綠色雪紡禮服，站在金色窗簾前，隨同的有四人樂隊和三名和聲歌手。《綜藝》的傑姆·阿斯瓦德（Jem Aswad）評論其「音準完美，在需要強烈情感的地方也有做到，再加上強調指責和在歌詞『Why am I seeking approval from people I don't even know?』（大意：為何我要尋求陌生人的認可？）做出挑釁的鬼臉」。《滾石》的托馬斯·米爾（Tomás Mier）稱這場演出是令人驚嘆的演繹，並覺得愛黛兒毫不費力地將每個音唱得完美，她本人也看起來極為迷人。《告示牌》的黑兰·马莫（Heran Mamo）表示愛黛兒坐在鋼琴上「就像（坐在）她的寶座上」，並被穿著亮黑色服裝的伴舞抬高。她於2022年7月1日至2日在英國夏令時演唱會表演〈把酒人生〉，並將其列進駐場演唱會與愛黛兒共度週末的曲目列表。

## 參與名單
人員來自《30》的內頁說明。
- 格萊格·科爾斯汀 – 製作、詞曲創作、編程、貝斯（英语：Bass (instrument)）、鋼琴、美樂特朗（英语：mellotron）、漢蒙德電風琴（英语：Hammond organ）、打击乐器、奧開斯里特翁（英语：orchestron）、羅德（英语：Rhodes piano）
- 愛黛兒 – 詞曲創作
- 大衛·坎貝爾（英语：David Campbell (composer)） – 弦樂器
- 蘭迪·美林 – 製作母帶
- 馬特·斯卡切爾 – 混音（英语：Audio mixing (recorded music)）
- 湯姆·艾姆赫斯特（英语：Tom Elmhirst） – 混音
- 史蒂夫·丘奇德（英语：Steve Churchyard） – 編程
- 亞歷克斯·帕斯科 – 編程
- 朱利安·伯格 – 編程

## 榜單成績
| 排行榜（2021年）                 | 最高 排名 |
| -------------------------------- | --------- |
| 澳大利亚（澳大利亚唱片业协会榜） | 10        |
| 加拿大（Canadian Hot 100）       | 10        |
| 克羅埃西亞（克羅埃西亞電台榜）   | 97        |
| 捷克（百強數位單曲榜）           | 55        |
| 丹麥（Hitlisten）                | 34        |
| 法國（法國唱片出版業公會單曲榜） | 81        |
| 全球（Billboard Global 200）     | 10        |
| 冰島（Plötutíðindi）             | 7         |
| 愛爾蘭（愛爾蘭唱片協會榜）       | 5         |
| 意大利（意大利音乐产业联盟）     | 81        |
| 荷蘭（荷蘭百大單曲榜）           | 30        |
| 新西兰（新西兰官方音乐榜）       | 7         |
| 挪威（VG-lista）                 | 18        |
| 葡萄牙（葡萄牙唱片業協會）       | 36        |
| 斯洛伐克（百強數位單曲榜）       | 48        |
| 南非（南非唱片工业协会）         | 8         |
| 西班牙（西班牙音樂製作協會）     | 95        |
| 瑞典（瑞典最熱榜）               | 10        |
| 英國（官方榜單公司單曲榜）       | 4         |
| 美國（Billboard Hot 100）        | 18        |

## 銷量認證
| 地區                   | 认证 | 认证单位/销量 |
| ---------------------- | ---- | ------------- |
| 巴西（巴西唱片業協會） | 金   | 20,000‡       |
| 英国（英国唱片业协会） | 金   | 400,000‡      |
| 美国（美國唱片業協會） | 金   | 500,000‡      |
| ‡僅含認證的+實際銷量   |      |               |

## 發行歷史
| 國家或地區 | 日期          | 形式     | 廠牌 | 參考   |
| ---------- | ------------- | -------- | ---- | ------ |
| 義大利     | 2022年11月4日 | 電台播放 | 索尼 | [ 22 ] |